# 1900 год в литературе

## Произведения
- «Антоновские яблоки» — рассказ Ивана Бунина.[1]
- «В овраге» — повесть Антона Чехова.[2]
- «Дневник горничной» (Le Journal d’une femme de chambre) — роман французского писателя Октава Мирбо[3]
- «Крестоносцы» (польск. «Krzyżacy»)— исторический роман польского писателя Генрика Сенкевича.[4]
- «Лорд Джим» — роман Джозефа Конрада.
- «Любовь и мистер Люишем» («Love and Mr Lewisham») — роман Герберта Уэллса.[5]
- «На святках» — рассказ Антона Чехова.
- «Сестра Беатриса» — пьеса Мориса Метерлинка.
- «Сестра Керри» — первый роман американского писателя и общественного деятеля Теодора Драйзера[6]
- «Три сестры» — пьеса Антона Чехова[7]
- «Человек, который совратил Гедлиберг» («The Man that Corrupted Hadleyburg») — рассказ Марка Твена.[8]
- Аравия: колыбель ислама — произведение Сэмюэла Цвемера[9].
- «Вторая родина» («Второе отечество»)— роман Жюля Верна[10]
- «Ермак Тимофеевич» — исторический роман Николая Эдуардовича Гейнце[11]
- «Земля обетованная» («Im Schlaraffenland») — роман немецкого писателя Генриха Манна[12]
- «Сестра Беатриса» — пьеса бельгийского писателя, поэта, драматурга Мориса Метерлинка[13]
- «Дважды любимая» — роман французского поэта и писателя Анри Франсуа Жозефа де Ренье[14].
- Опубликовано книгу Красницкого А. И. «Русский чудо-вождь: Граф Суворов-Рымникский, князь Италийский, его жизнь и подвиги».[15]
- «Весёлые думы» — стихотворение Дмитрия Мережковского, русского поэта, прозаика, автора историко-философских романов и пьес[16]
- «На реке», «В тёмную даль», «Первый гонорар» — рассказы[17] русского писателя экспрессиониста Леонида Андреева
- «Молчание»[18] — самый известный рассказ Леонида Андреева.
- 11 стихотворений Константина Бальмота : «Ad infinitum», «Безглагольность», «Зачарованный грот», «Поэты», «Риввера», «Фра Анджелико», «Incubus»,"Великое ничто", «Отпадение», «Пред итальянскими примитивами», «Терцины».[19]
- «Октава» — первая повесть Скитальца (псевдоним, настоящее имя — Степан Гаврилович Петров), была опубликована Горьким в журнале «Жизнь» в 1900 году и принесла Скитальцу всероссийскую известность.[20]
- «Роман о Тристане и Изольде» (Le Roman de Tristan et Iseut)— современная обработка Жозефом Бедье кельтской легенды «Тристан и Изольда».[21]
- Нуттоллова энциклопедия

## Родились
- 6 января — Эммануэль Д’Астье де ла Вижери, французский писатель и поэт (умер в 1969).
- 7 января — Михаил Васильевич Исаковский, советский поэт, переводчик (умер в 1973)[22]
- 7 января — Варвара Александровна Бутягина, поэтесса, участница литературных групп «Литературный особняк» и «Неоклассики» (умерла в 1987)[23]
- 9 января — Василий Иванович Балябин, писатель, автор романов о Забайкалье (умер в 1990).[24]
- 15 января — Уильям Хайнезен, самый знаменитый поэт Фарерских островов (умер в 1991).[25]
- 21 января — Олег Васильевич Волков, русский прозаик, мемуарист, переводчик (умер в 1996)[26]
- 24 января — Рене Гуйо, французский молодёжный писатель (умер в 1969).
- 27 января — Пётр Николаевич Осипов, чувашский прозаик и драматург (умер в 1987)[27]
- 28 января — Герман Кестен, немецкий писатель (умер в 1996).[28]
- 4 февраля — Жак Превер, французский поэт и шансонье (умер в 1977)[29]
- 8 февраля — Лев Успенский, русский писатель, прозаик (умер в 1978).[30]
- 15 февраля — Ян Леопольдович Ларри, детский прозаик (умер в 1977)[31]
- 16 февраля — Фёдор Гаврилович Тараканов, один из зачинателей коми-пермяцкой литературы (умер в 1997)[32]
- 22 февраля — Шон О’Фаолейн, ирландский писатель (умер в 1991).[33]
- 13 марта — Гиоргос Сеферис, греческий писатель, литературный лауреат Нобелевской премии (умер в 1971).[34]
- 28 марта — Владимир Вальтерович Диксон, русский и английский поэт, прозаик, переводчик, эмигрант «первой волны» (умер в 1929)[35]
- 29 марта — Иржи Волькер, чешский писатель, поэт и публицист (умер в 1924).[36]
- 2 апреля — Роберто Арльт, аргентинский писатель, драматург и журналист (умер в 1942).[37]
- 3 апреля — Франц Карл Вайскопф, немецкий писатель (умер в 1955).[38]
- 19 апреля — Ричард Хьюз, английский писатель-романтик, поэт, драматург (умер 1976).[39]
- 26 апреля — Сабит Муканов, поэт, классик казахской литературы (умер в 1973).[40]
- 28 апреля — Бруно Апиц, немецкий писатель, получивший известность благодаря роману «Голый среди волков», (умер в 1979).[41]
- 1 мая — Александр Ват (Aleksander Wat), польский писатель (умер в 1967).
- 12 мая — Александр Сергеевич Кочетков, русский советский поэт, переводчик (умер в 1953).[42]
- 14 мая — Харольд Глен Борланд, американский писатель (умер в 1978).
- 15 мая — Фили Дабо Сиссоко, малийский писатель и поэт (умер в 1964).
- 19 мая — Михаил Ефремович Зуев-Ордынец, писатель-фантаст, автор исторических и приключенческих произведений (умер в 1967).[43]
- 27 мая — Магда Портал, перуанская поэтесса, прозаик (умерла в 1989).
- 8 июня — Михаил Абрамович Гершензон, писатель, переводчик (умер в 1942)[44]
- 15 июня — Альфредс Саусне, латвийский писатель, эссеист (умер в 1994)[45]
- 24 июня — Кузьма Чорный (настоящее имя — Николай Карлович Романовский) (умер в 1944).[46]
- 27 июня — Николай Алексеевич Задонский, писатель, драматург (умер 1974)[47]
- 29 июня — Антуан де Сент-Экзюпери, французский писатель и лётчик (умер в 1944).[48]
- 4 июля — Роберт Деснос, французский поэт, писатель и журналист (умер в 1945).[49]
- 6 июля — Фредерика Сэгор Маас, американская писательница, драматург, сценарист (умерла в 2012); прожила 111 лет.[50]
- 18 июля — Натали Саррот, французская писательница (умерла в 1999).[51]
- 22 июля — Эдвард Дальберг, американский писатель, эссеист, библиограф (умер в 1977).[52]
- 29 июля — Эйвинд Юнсон, классик шведской литературы, лауреат Нобелевской премии (умер в 1976).[53]
- 1 августа — Александр Иванович Копыленко, украинский поэт (умер в 1958).[54]
- 1 августа — Антон Дикий, украинский советский писатель, поэт, драматург.
- 10 августа — Рене Кревель, французский писатель (умер в 1935).
- 23 августа — Эдуард Райн, изобретатель, публицист и писатель (умер в 1993).
- 6 сентября — Жюльен Греан, французский писатель (умер в 1998).
- 7 сентября — Тэйлор Колдвелль, писательница и журналистка (умерла в 1985).
- 28 сентября — Отто Браун, немецкий писатель и функционер КПГ (умер в 1974).[55]
- 3 октября — Томас Вулфе, американский писатель (умер в 1938).[56]
- 5 октября – Сухайли Джавхаризаде, таджикский поэт и писатель (умер в 1964).
- 15 октября — Пранас Витаутас Будвитис, литовский журналист, поэт, переводчик (умер в 1975).
- 21 октября — Виктор Ефимович Ардов (Зигберман), русский писатель-сатирик, драматург сценарист (умер в 1976).[57]
- 26 октября — Карин Бойе, шведская писательница (умерла в 1941).[58]
- 8 ноября — Маргарет Митчелл, американская журналистка и писательница (умерла в 1949).[59]
- 16 ноября — Николай Робертович Эрдман, советский поэт, драматург, сценарист (умер в 1970)[60].
- 19 ноября — Анна Зегерс, немецкая писательница (умерла в 1983).[61]
- 27 ноября — Сорне Унсуэта, баскская писательница (умерла в 2005)[62].
- 28 ноября — Иона Лукич Вакели (настоящая фамилия — Мегрелидзе), грузинский писатель, поэт и драматург (умер в 1988)[63]
- 2 декабря — Александр Андреевич Прокофьев, русский советский поэт (умер в 1971[64]
- 9 декабря — Хасан Туфан, выдающийся татарский поэт (умер в 1981).[65]
- 19 декабря — Йоханнес Киршвенг, католический священник и писатель (умер в 1951)
- 15 декабря – Лемпи Яаскеляйнен, финская писательница и поэтесса. Лауреат высшей государственной награды Финляндии для деятелей искусств Pro Finlandia (умерла 1964).
- 21 декабря — Всеволод Витальевич Вишневский, русский советский поэт, драматург, прозаик, киносценарист (умер в 1951)[66]
- Аскарали Хамраали Чархий — газелист, певец-поэт Узбекистана (умер в 1979)[67]

## Умерли
- 20 января — Джон Раскин, британский писатель и художественный критик (родился в 1819).[68]
- 27 января — Константин Дмитриевич Головщиков, историк-краевед, писатель и журналист (родился в 1835).[69]
- 30 января — Витторио Берсецио, итальянский писатель, поэт, драматург, журналист и публицист (род. в 1828).
- 7 февраля – Жюль Адени, французский драматург, либреттист, прозаик.
- 10 марта — Эмиль Энгельманн, немецкий поэт, прозаик (род. в 1837).
- 25 марта — Джеймс Родерик О’Фланаган, ирландский писатель (род. в 1814).
- 28 марта — Луи Эно, французский писатель, драматург (род. в 1824).
- 28 апреля — Франциск Бенедикт Богущевич, белорусский и польский поэт, один из основоположников новой белорусской литературы (родился в 1840).
- 3 июня — Мэри Кингсли, английский этнолог и туристическая писательница (родилась в 1862).[70]
- 5 июня — Стивен Крэйн, американский писатель (родился в 1871)[71]
- 27 июля — Адольф Фоглэр, австрийский юрист и писатель (родился в 1822).
- 29 июля — Сигбьёрн Обстфеллер, норвежский поэт-модернист (родился в 1866)
- 13 августа — Владимир Сергеевич Соловьёв, русский философ, поэт, публицист, литературный критик (родился в 1853).[72]
- 25 августа — Фридрих Ницше (Friedrich Nietzsche), немецкий философ, поэт (родился в 1844).[73]
- 15 ноября — Адольф Пихлер, австрийский писатель и натуралист (родился в 1819).
- 21 ноября — Александр Константинович Шеллер-Михайлов, русский прозаик, поэт (родился в 1838).[74]
- 30 ноября — Оскар Уайльд, английский писатель (родился в 1854)[75]
- 21 декабря — Фердинанд Гросс, австрийский журналист, писатель, редактор и поэт (род в 1849[76]).
- 25 декабря — Александр Иванович Павлович, поэт; писал на западно-закарпатском диалекте, частично на польском и словацком языках.[77]